# Алавідзе Георгій Артемович
Георгій Артемович Алавідзе (1902, місто Поті, тепер Грузія — ?) — грузинський радянський державний діяч, міністр сільського господарства та міністр технічних культур Грузинської РСР, кандидат сільськогосподарських наук (1961). Депутат Верховної ради Грузинської РСР 1-го скликання. Депутат Верховної ради СРСР 2—3-го скликань.

## Життєпис
У 1922 році закінчив гімназію в місті Хашурі, в 1927 році закінчив Тифліський державний університет, агроном.
З 1927 року працював завідувачем школи селянської молоді в Сенацькому районі, потім три роки — викладачем субтропічних культур у технікумі міста Сенакі. У 1931—1932 роках був заступником директора Кобулетського субтропічного технічного училища. До 1934 року працював директором Кобулетського навчального радгоспу, агрономом-інспектором Кобулетської групи радгоспів лимонно-Мандаринового тресту. У 1934 році його перевели в Тбіліський лимонно-мандариновий трест на посаду старшого агронома. Георгій Алавідзе сприяв створенню в Грузії субтропічних ферм, поширенню передової агротехніки догляду за рослинами. У 1934 році Георгій Алавідзе був направлений до Сполучених Штатів Америки для ознайомлення з агротехнікою цитрусових культур і питаннями їх виробництва, переробки та реалізації.
З 1938 року — заступник народного комісара землеробства Грузинської РСР.
Член ВКП(б) з 1941 року.
19 грудня 1945—1947 року — народний комісар (з 1946 року — міністр) технічних культур Грузинської РСР.
У 1947—1950 роках — міністр сільського господарства Грузинської РСР.
У 1950—1953 роках — міністр технічних культур Грузинської РСР.
З 1 жовтня 1953 по 29 травня 1957 року — міністр радгоспів Грузинської РСР.
1 червня 1957 — 8 січня 1959 року — міністр сільського господарства Грузинської РСР.
У 1958 році Георгій Алавідзе був направлений до Італії для вивчення перспективних сортів лимонів і апельсинів, які він успішно запровадив у Грузинській РСР.
З 1959 року — директор Науково-дослідного інституту ґрунтознавства, агрохімії та меліорації Міністерства сільського господарства Грузинської РСР. Писав статті про субтропічні культури та проблеми сільського господарства.

## Нагороди
- орден Леніна (24.02.1941)
- два ордени Трудового Червоного Прапора (2.04.1966)
- орден Червоної Зірки (1946)
- два ордени «Знак Пошани» (22.03.1936)
- медаль «За оборону Кавказу»
- медаль «За доблесну працю у Великій Вітчизняній війні 1941—1945 рр.»
- Велика золота медаль Всесоюзної сільськогосподарської виставки СРСР
- медалі